# Goudbuiksmaragdkolibrie
De goudbuiksmaragdkolibrie (Chlorostilbon lucidus; synoniem: Chlorostilbon aureoventris) is een vogel uit de familie Trochilidae (kolibries).

## Verspreiding en leefgebied
Deze soort komt voor in oostelijk, zuidoostelijk en het zuidelijke deel van Centraal-Zuid-Amerika en telt drie ondersoorten:
- C. l. pucherani: oostelijk Brazilië.
- C. l. lucidus: Bolivia, Paraguay, het westelijke deel van Centraal-Brazilië en noordwestelijk Argentinië.
- C. l. berlepschi: zuidelijk Brazilië, Uruguay en noordoostelijk Argentinië.